# Gaietà Soler i Perejoan
|  | No s'ha de confondre amb Miquel Gaietà Soler. |

Mossèn Gaietà Soler i Perejoan (Badalona, 1863- Barcelona, 1914) fou un religiós i periodista català. Va néixer en una família humil. El 1880 Mossèn Jaume Collell i Bancells es va adonar que era un jove molt eixerit i li va finançar els estudis eclesiàstics.

## Biografia
Va néixer el 
1863 en el núm. 4 del carrer de Sant Joaquim de Badalona. Els seus pares eren Joaquim Soler, corder, i Josepa Perejoan, ambdós nascuts a Badalona. Els seus avis paterns eren Gaietà Soler, també corder, i Concepció Rectoret, també fills de Badalona. Els materns eren Gaietà 
Perejoan, rajoler oriünd d'Alella, i Teresa Lladó, badalonina. Primerament va continuar la tradició familiar i va ser corder de jove, però era estudiós i de caràcter ferm i va acabar ingressant en el Seminari. Va cantar la seva primera missa a la parròquia de Sant Josep 
l'any 1889, quan encara estava ubicada en el convent de la Divina Providència. Un any després, el 1890, va ser ordenat sacerdot.

### Activitat i polèmiques
El 1889 Mossèn Gaietà Soler es va dedicar al ministeri parroquial a Banyeres, que va abandonar en favor de l'ensenyament perquè volia ser un "sacerdot literat" i independent. A Jaume Català (1935 - 1899), el seu bisbe, no l'hi agradava gens que el jove Soler deixés la parròquia per dedicar-se a la "propaganda catòlica".
En política era integrista i deixeble de Fèlix Sardà i Salvany. La seva afició pel periodisme li va portar a ser col·laborador assidu del "Diario de Barcelona", a on utilitzava sovint el pseudònim "Justí".
Aprofitant una crisi del "Diario de Barcelona" el 1906 Gaietà Soler va iniciar una campanya contra el laïcisme del catalanisme secular liderat llavors per Prat de la Riba. Soler veia en allò que ell qualificava de "lliberalisme prachtich catalanista" una cosa destructiva, un gran perill per al futur de Catalunya.
Gaietà Soler va seguir la línia de Josep Torras i Bages, per a qui el seny, un dels símbols catalans més importants, es basava en les tradicions cristianes ancestrals de Catalunya. Analitzant aquesta dicotomia Mossèn Gaietà Soler arribà a la conclusió que a Catalunya hi ha dos "programes oposats", el catòlic, fonamentat en el seny i la tradició, dirigit à promoure una restauració social benèfica, ... (de) la fe i les costums socials i jurídiques de ... Catalunya per una banda, i de l'altra l'indiferentista, fundat en les concupiscències polítiques, dirigit à aconseguir, més que el bé social, el prestigi polític de nació-estat...
Aquestes polèmiques l'hi varen portar problemes de la banda dels lliberals i de l'esquerra catalana que es defensaven amb virulència contra les seves dures acusacions. La seva intervenció en el debat que els catòlics mantingueren dintre del marc de la Solidaritat Catalana el 1906 i 1907 fou jutjada negativa a causa de les seves posicions intransigents. Soler veia la societat catalana fonamentada històricament en la defensa del cristianisme, que ell veia com a força unificadora dels catalans contra llurs enemics. Per aquesta raó culpava als lliberals i esquerrans d'erosionar els fonaments de Catalunya i sospitava de llur veritable patriotisme.
Malgrat que Gaietà Soler tingué una considerable influència a la seva època, el catalanisme lliberal i laic va guanyar la batalla al llarg termini.
Mossèn Gaietà Soler, segons Jaume Collell "exemplar típic del sacerdot català, d'esperit antic i tradicional, però orientat segons les exigències de la vida moderna", va morir a Barcelona relativament jove el 1914. És enterrat al Cementiri del Poblenou (Dep. I, illa 3a, exterior, núm. 99).

## Honors
Té un carrer dedicat a Badalona des del 1917, situat al barri de Dalt de la Vila.

## Obres
- Badalona: Monografia historich-arqueologica. F. Giró, Barcelona, 1890.
- Los pastors de Betlem, 1892, versió lliure de Los pastores de Belén de Josep Maria Quadrado (1847).[7]
- La Vida del Nostre Senyor Jesucrist, Ed. Foment de Pietat, Barcelona, 1931.[8]